# 西胡纳辛
西胡纳辛是冰岛西北区的市镇，位于胡纳湾畔。
该市镇成立于1998年6月7日，由原西胡纳潟湖县里所有7个乡村市镇合并而成。2012年该市镇与Bæjarhreppur合并，并保留了西胡纳辛的名字。
西胡纳辛市镇内有三个峡湾，这些峡湾之间有两个半岛。市镇内的主要居民点为華姆斯唐吉。